# 조은 (사회학자)
조은(1946년 ~ , 전라남도 영광군)은 대한민국의 사회학자이다. 서울대학교 영문학과를 졸업하고 미국 하와이 대학교에서 박사 학위를 받았다. 한국여성학회장, '공동육아와 공동체교육' 이사장, 대안문화단체 '또 하나의 문화' 이사장 등을 지냈다. 2015년 10월 16일, 현역 국회의원들의 당 기여도, 의정 활동, 상호평가 등을 지수화해 공천 심사 과정에서 하위 20%를 탈락시키기 위한 근거 자료를 제공하게 되는 새정치민주연합 선출직공직자평가위원회의 위원장이 되었다.

## 경력
- 동국대학교 사회과학대학 사회학과 교수
- 한국여성학회 회장
- '공동육아와 공동체교육' 이사장
- '또하나의 문화' 이사장
- 민주통합당 공천심사위원회 위원
- '손잡고' 공동대표
- 동국대학교 명예교수
- 새정치민주연합 선출직공직자평가위원장[4]
- <사당동 더하기 25> 출판